# DC Rinsumageest
DC Rinsumageest (DCR) is een Nederlandse damclub uit het Friese Rinsumageest.

## Geschiedenis
Het dammen in Rinsumageest is ontstaan uit de sociale gewoonte om tijdens het wachten bij de plaatselijk barbier de tijd te doden met een potje dammen. In 1933 werd de damclub opgericht. De club kwam uit voor de PFDB en later voor de KNDB. In de lange historie van de vereniging werd er tot begin jaren negentig gekozen voor een amateurstatus met wisselende resultaten.

## Betaald dammen
In 1990 degradeerde de club uit de landelijke tweede klasse terug naar PFDB. Plaatselijk dammer Taeke Kooistra stelt voor aan het bestuur om financiële vergoedingen te gaan betalen aan spelers. Met behulp van vooral lokale sponsoren worden spelers van elders aangetrokken. Eerst komen Rein van der Pal en Andries Bakker van damclub De Oldehove uit Leeuwarden en Friese topspeler Auke Scholma van damclub Huizum uit Leeuwarden. Ook Bauke Bies, een andere Friese topspeler, ging spelen bij Rinsumageest, terwijl daarna Dirk Sinnema en Botte Bijlsma van Dokkum overstappen. Arjan van Leeuwen uit Zuid-Holland en Herman Spanjer uit Groningen waren de volgende versterkingen. Ook Fries damleraar en meervoudig Fries kampioen Tjalling Goedenmoed speelde in die tijd voor Rinsumageest. Hij vormde samen met Gabriel Heerma en teamleider Teake Kooistra een sterk fundament. Plaatselijke routinier Jappie de Vries en oud sterkste man van Nederland Tjalling van den Bosch completeren het team. In een paar jaar tijd weet Rinsumageest te promoveren naar de landelijke hoogste klasse.
In 1997 en 1999 won Rinsumageest de nationale dambeker. Tot op heden is Rinsumageest de enige Friese damclub die deze beker won.

## Succes
Het seizoen 1998/1999 was het meest succesvolle jaar, in Rinsumageest was het grote geld. Voor belangrijke wedstrijden werd de Let Guntis Valneris (wereldkampioen 1994) overgevlogen. In de beslissende wedstrijd om de landstitel in de eredivisie die gespeeld werd in Dorpshuis De Beijer verloor de vereniging uiteindelijk met 9-11 waardoor de tweede plaats behaald werd in de Nationale competitie dammen.

## Jeugddamclub
Tegelijk met dit grote succes richt Rinsumageester Klaas de Vries een jeugdamclub op. Jeugdspelers zouden goede prestaties leveren op de verschillende Friese kampioenschappen. Op het hoogtepunt had de jeugdclub meer dan 30 leden, wat uitzonderlijk is voor een klein dorp als Rinsumageest. Echter geen van deze spelers zou doorbreken tot een topdammer bij de senioren. In 2015 werd nieuw leven ingeblazen in de jeugdclub. Dit leidde op 20 mei 2017 tot een nieuw hoogtepunt. Op deze dag werd de derde plaats op het Nederlands kampioenschap schooldammen gehaald (categorie welpen).

## 21e eeuw
In de jaren die daarop volgden ging het bergafwaarts met de resultaten. Bauke Bies komt te overlijden en de sponsoren trekken zich terug. Rinsumageest trok zich in 2003 terug uit de nationale damcompetitie en speelt sindsdien in de damcompetitie van de PFDB.

## Bekende (oud) spelers
- Bauke Bies
- Tjalling van den Bosch
- Gerlof Kolk
- Auke Scholma
- Guntis Valneris
- Wiebe van der Wijk